# Lista över länder efter guldproduktion

Världsguldproduktionen (i kilogram).

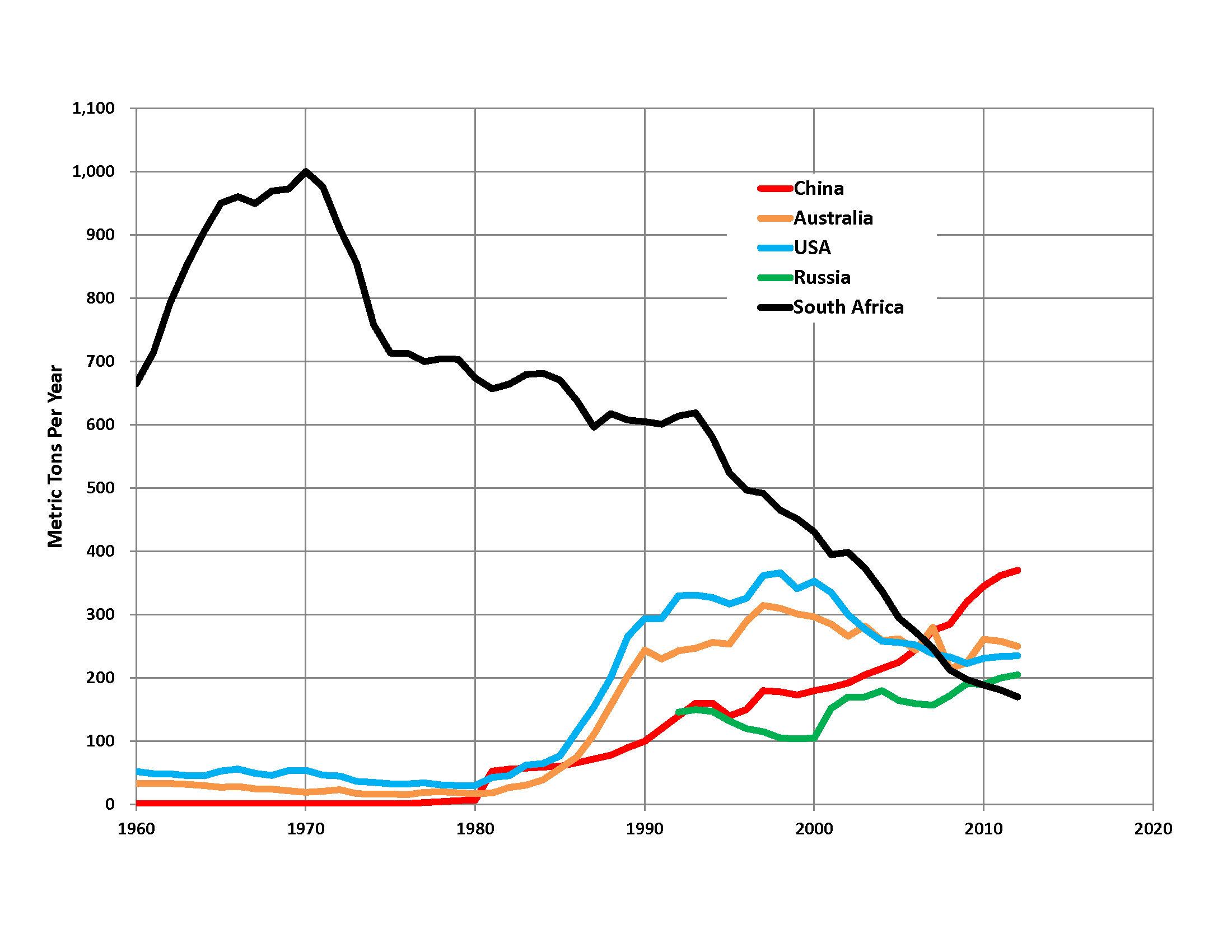
Trender för de fem topproducenterna.

Detta är en lista över länder efter guldproduktion (2014).
Under många år fram till 2006, var Sydafrika världens dominerande guldproducent, men på senare tid har andra länder med stor yta överträffat Sydafrika, vilka inkluderar Kina, Ryssland, USA, Peru och Australien, men emellertid inträffade Sydafrikas topproduktion under 1970-talet. Notera att uppgifterna är för primärproduktionen i USA (exempelvis) för åren 2010–2014, nya och gamla stycken översteg både primärproduktion och rapporterad inhemsk konsumtion.
| Pos | Land               | Guldproduktion (metriska ton) |
| --- | ------------------ | ----------------------------- |
| —   | Världen (avrundat) | 2860                          |
| 1   | Kina               | 450                           |
| 2   | Australien         | 270                           |
| 3   | Ryssland           | 245                           |
| 4   | USA                | 211                           |
| 5   | Kanada             | 160                           |
| 6   | Peru               | 150                           |
| 7   | Sydafrika          | 150                           |
| 8   | Uzbekistan         | 102                           |
| 9   | Mexiko             | 92                            |
| 10  | Ghana              | 90                            |
| 11  | Brasilien          | 70                            |
| 12  | Indonesien         | 65                            |
| 13  | Papua Nya Guinea   | 60                            |
| 14  | Chile              | 50                            |
| —   | Andra länder       | 695                           |